# Hidrografia da França

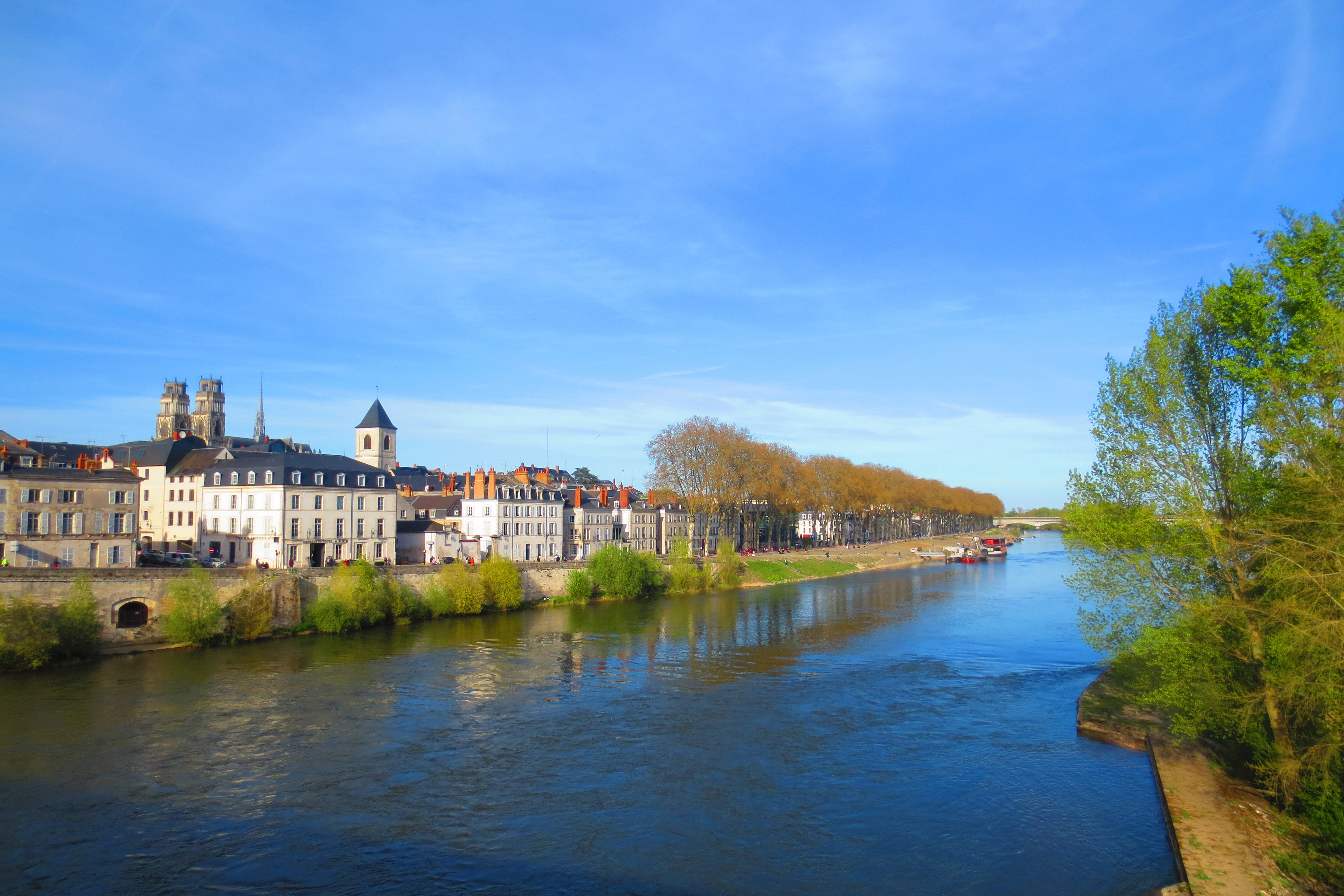
Rio Loire, na França.

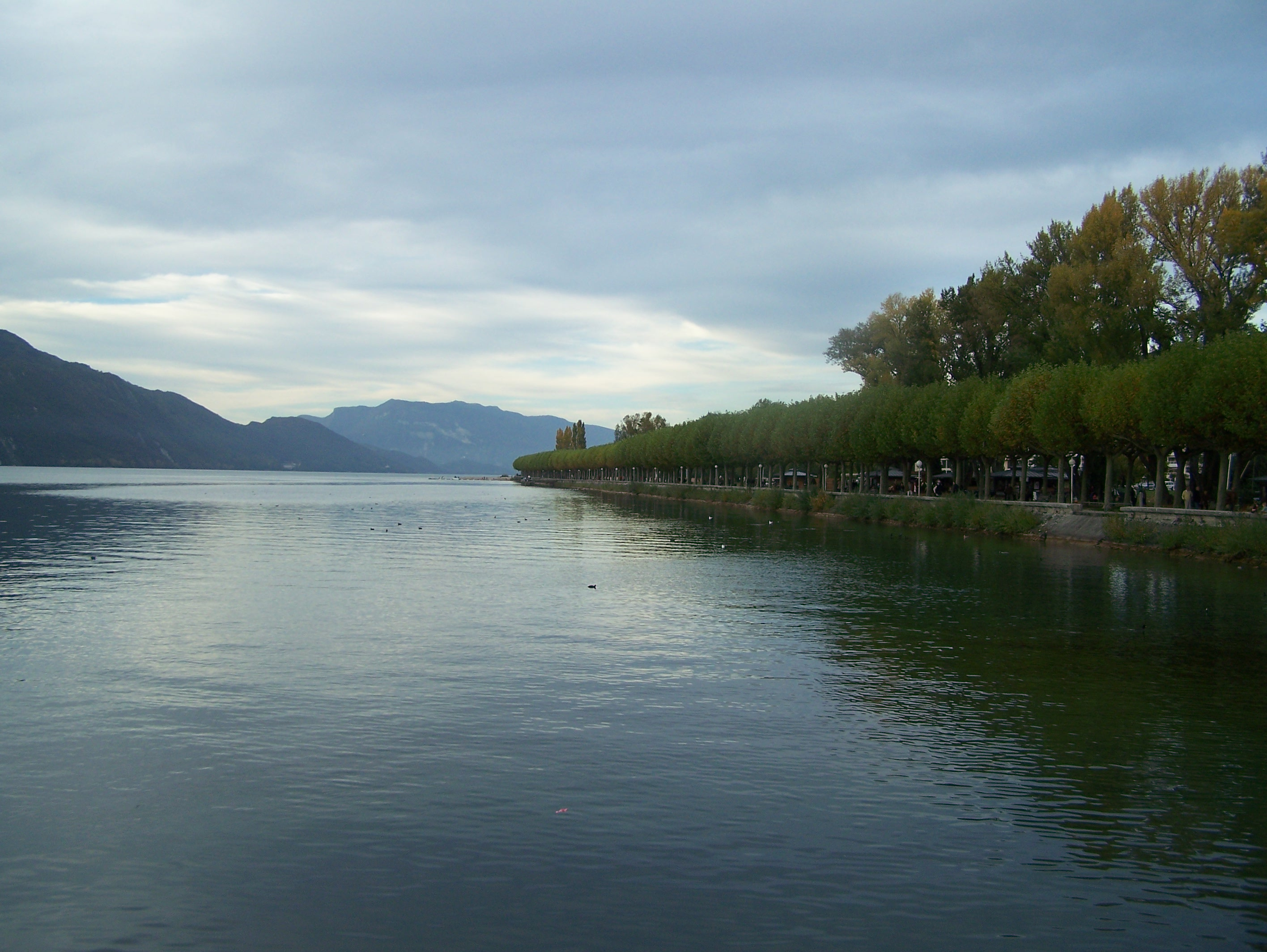
Lago do Bourget, na França.

A hidrografia da França é uma rede intricada de rios, lagos e canais que desempenham um papel vital na geografia, na economia e na vida cotidiana do país.

## Tipos principais
1. Rios Principais: A França é cruzada por vários rios importantes, que desempenham um papel fundamental no transporte, na irrigação, na geração de energia e no abastecimento de água potável. Alguns dos rios mais significativos incluem o Rio Sena, que flui através de Paris e é uma importante via navegável comercial; o Rio Loire, o mais longo da França, conhecido por seus belos castelos e vinhedos ao longo de suas margens; e o Rio Ródano, que flui para o Mar Mediterrâneo e é vital para a agricultura na região sudeste do país.[3]
2. Bacias Hidrográficas: A França é dividida em várias bacias hidrográficas, cada uma alimentada por uma série de rios e afluentes. A bacia do Sena abrange grande parte do norte e do centro da França, enquanto a bacia do Loire domina o oeste. No sul, encontramos a bacia do Ródano, que se estende até os Alpes e o Mediterrâneo. Essas bacias desempenham um papel crucial na distribuição de água pelo país e na sustentação de ecossistemas diversos.
3. Lagos e Reservatórios: Além de seus rios, a França também é pontilhada por diversos lagos e reservatórios, muitos dos quais são importantes destinos turísticos e áreas de recreação. O Lago de Genebra, compartilhado com a Suíça, é um dos maiores lagos naturais da Europa e oferece oportunidades para atividades aquáticas e relaxamento à beira do lago. Outros lagos notáveis incluem o Lago Bourget, o maior lago natural da França, e o Lago Annecy, conhecido por suas águas cristalinas e cenário deslumbrante.[4]
4. Canais e Vias Navegáveis: A França é famosa por sua extensa rede de canais navegáveis, que foram construídos ao longo dos séculos para facilitar o transporte de mercadorias e passageiros. O Canal du Midi, um Patrimônio Mundial da UNESCO, conecta o Mediterrâneo ao Atlântico e é um destino popular para cruzeiros fluviais. Os canais também desempenham um papel importante na irrigação agrícola e no fornecimento de água para as cidades ao longo de seu percurso.

A hidrografia da França é uma parte essencial de sua identidade geográfica e cultural, moldando sua paisagem, sua economia e seu modo de vida. Dos majestosos rios aos serenos lagos e canais históricos, as águas da França são uma fonte de beleza, inspiração e vitalidade para o país e seus habitantes.